# 모르스키에오코호

모르스키에오코호

모르스키에오코호(폴란드어: Morskie Oko, 슬로바키아어: Morské oko 모르스케 오코, 영어: Eye of the Sea)는 폴란드 고타트리산맥에 위치한 작은 호수로 면적은 34.93ha, 최대 길이는 862m, 최대 너비는 566m이며 최대 수심은 50.8m, 수면 높이는 1,395m이다. 호수 이름은 폴란드어로 "바다의 눈"을 뜻한다.
타트리산맥에서 큰 호수이자 4번째로 깊은 호수로서 폴란드 마워폴스카주에 위치한다. 높이가 1,000m를 넘는 산들에 둘러싸여 있는데 리시산(Rysy, 높이 2,499m)은 폴란드령 타트리산맥에서 가장 높은 산이다. 호수 주변에는 스위스소나무가 서식하고 있다. 타트리산맥에 위치한 호수와 연못에서는 드물게 많은 물고기가 서식하기 때문에 "물고기의 호수"(폴란드어: Rybie Jezioro 리비에 예지오로[*])라는 별칭으로 부르기도 한다.
호수 북쪽에 위치한 빙퇴석 지형에는 폴란드 관광 민간 전승 협회(PTTK)에서 설치한 오두막이 있다. 이 오두막은 해발 1,405m 지점에 위치하고 있는데 타트리산맥에서 가장 오래된 산막이기도 하다. 1805년에 이 호수를 탐험했던 폴란드의 탐험가인 스타니스와프 스타시츠(Stanisław Staszic)를 기념하기 위해 지어진 오두막으로서 리시 산과 슈피글라소바프셰웽치(Szpiglasowa Przełęcz) 등산로 입구에 설치되어 있다. 오두막 부근에는 과거 헛간으로 사용된 스타레 스흐로니스코(Stare Schronisko, "오랜 주거지"라는 뜻)가 설치되어 있는데 이들 모두 역사적 가치가 있는 건축물로 여겨진다.
타트리산맥 속에서 가장 인기 높은 명승지 가운데 하나로서 휴가철에는 50,000명이 넘는 관광객들이 방문한다. 인근에 위치한 도로를 이용하는 경우에는 도보로 2시간 정도가 소요된다. 그 외에 현지에 거주하는 구랄인 주민들이 이용하는 마차를 이용해서 관광객이 접근하는 방법이 존재한다. 겨울에는 짧은 구간에서 눈사태 위험이 있고 여름에는 춥고 비가 많이 내린다. 호수 안에서는 수영을 하거나 송어에게 먹이를 주는 행동이 금지되어 있다.